# Josephine Bornebusch
Leyla Jerrie Josephine Bornebusch (Stoccolma, 12 settembre 1981) è un'attrice, regista e sceneggiatrice svedese.

## Filmografia parziale

### Attrice
Cinema
- Moderna människor, regia di Marie-Louise Ekman (1983)
- Järngänget, regia di Jon Lindström (2000)
- Vingar av glas, regia di Reza Bagher (2000)
- Hundtricket - The Movie, regia di Christian Eklöw e Christopher Panov (2002)
- Kenny Begins, regia di Mats Lindberg e Carl Åstrand (2009)
- Scener ur ett kändisskap, regia di Christian Eklöw e Christopher Panov (2009)
- Så olika, regia di Helena Bergström (2009)
- Hotell Gyllene Knorren - Filmen, regia di Mikael Syrén (2011)
- Annika: Crime reporter - I dodici sospetti (Prime Time), regia di Agneta Fagerström-Olsson (2012) - video
- Den som söker, regia di Johan Lundh (2013)
- Små citroner gula, regia di Teresa Fabik (2013)
- Vadelmavenepakolainen, regia di Leif Lindblom (2014)
- Solsidan, regia di Felix Herngren e Måns Herngren (2017)
- LasseMajas detektivbyrå - Det första mysteriet, anche regista (2018)
- Orca, anche regista (2020)
- Let Go (Släpp taget), anche regista (2024)

Televisione
- Rederiet - serie TV, 11 episodi (1999)
- Playa del Sol - serie TV, 12 episodi (2007)
- NAV - serie TV, 10 episodi (2012)
- Welcome to Sweden - serie TV, 20 episodi (2014-2015)
- Älska mig - serie TV, 12 episodi (2019-2020)
- Harmonica - serie TV, 5 episodi (2022)
- Solsidan - serie TV, 80 episodi (2010-2023)

### Regista
Cinema
- LasseMajas detektivbyrå - Det första mysteriet (2018)
- Orca (2020)
- Let Go (Släpp taget) (2024)

Televisione
- Rachel och Jossan: Utan filter - serie TV, 5 episodi (2015)
- Solsidan - serie TV, 4 episodi (2019)
- Älska mig - serie TV, 12 episodi (2019-2020)
- Harmonica - serie TV, 5 episodi (2022)

### Sceneggiatrice
Cinema
- Orca (2020)
- Let Go (Släpp taget) (2024)

Televisione
- Welcome to Sweden - serie TV, 19 episodi (2014-2015)
- Älska mig - serie TV, 12 episodi (2019-2020)
- Harmonica - serie TV, 5 episodi (2022)
- Amami (Love Me) - miniserie TV, 12 episodi (2021-2023)